# 尊号
尊号（そんごう）とは、君主およびその祖先とその一族、貴族や高僧など、その国家や社会においてその遺徳の顕彰や哀悼の祈念を込めて贈られる尊称のこと。

## 日本における尊号
日本において尊号は主に天皇および皇族の尊称および諡号を指すのが一般的である。天皇および皇后の尊称および追号や諡号を贈る場合、太上天皇や皇太后、太皇太后の称号を指す場合もある。日本では、758年(天平宝字2年)に、朝廷が孝謙天皇に宝字称徳皇帝の尊号を贈り、光明皇后に天平応真仁正皇太后の尊号を贈り、さらに聖武天皇に対して、漢風諡の勝宝感神聖武皇帝の尊号を、国風諡として天璽押開豊桜彦尊の尊号を贈ったのが初見である。また、天皇号を追尊した初例としては天平宝字2年（758年）、淳仁天皇の時代に、かつて天武天皇の皇太子に冊立されながら病のため薨御した草壁皇子に岡宮御宇天皇の尊号が、天平宝字3年（759年）には舎人親王が淳仁天皇の皇考、即ち天皇の実父たることをもって崇道尽敬皇帝の尊号が贈られた。
天智天皇の皇子である志貴皇子が自身の第六王子 白壁王が光仁天皇として即位したのに伴い、春日宮天皇の号が贈られた。また、桓武天皇の皇太弟であった早良親王が藤原種継暗殺の嫌疑に連座して廃され、無実を訴えるために断食して憤死すると、その後、兄桓武天皇の皇儲となった平城天皇の発病や桓武天皇の妃嬪 藤原旅子・藤原乙牟漏・坂上又子の病死、桓武天皇・早良親王の生母高野新笠の病死、天災の頻発など、様々な災難が畿内一帯に起きたため、これを早良親王の祟りとした朝廷は延暦19年（800年）、早良親王にかつての嫌疑を除き崇道天皇の尊号が贈られた。
歴代天皇の中で初めて太上天皇の尊号が初めに贈られたのは、持統天皇であったが、その後は寛仁元年（1017年）8月9日、三条天皇の第一皇子で皇太子であった、敦明親王がときの左大臣藤原道長のために皇太子の位を辞退させられると、道長の計らいにより、小一条院の院号が贈られるなど、平安時代以降となると天皇に列していない皇族に対して、准太上天皇の処遇が贈られる例が見られるようになった。その後、鎌倉時代には、承久3年（1221年）、後鳥羽上皇が幕府から政治の実権を取り戻すべく、北条義時追討の院宣を発し、幕府方との合戦に敗れると、後鳥羽上皇、順徳上皇（土御門上皇は自らの意向で）が配流され、また、仲恭天皇は廃位となった。このため、次なる皇位には高倉天皇の第二皇子 行助入道親王の第三王子 茂仁王が擁立され、後堀河天皇となったため、天皇の実父たる入道親王は、治天の君として院政を行うこととなり、朝廷から後高倉院の院号が贈られることになった。
その後、室町時代には、応永15年（1408年）5月6日、室町幕府三代将軍足利義満に対して太上法皇の尊号を贈られようとしたが、その世子四代将軍足利義持の辞退により、これは沙汰やみとなった。文安4年（1447年）には世襲親王家のひとつ伏見宮家の貞成親王に後崇光院の院号が贈られたが、これは時の後花園天皇の実父たるをもっての追尊であった。しかし、翌5年（1448年）に親王は院号を辞退している。
また、江戸時代に入ると、光格天皇が実父閑院宮典仁親王に太上天皇の尊号を贈ろうとし、江戸幕府の反対を受けて論争に至る、尊号一件という事件にも発展した。この折は尊号の追尊は沙汰やみとなったが、明治17年（1884年）、になり、明治天皇の高祖父にあたるという理由から、典仁親王に慶光天皇の尊号が贈られた。